# WordStar
WordStar è stato uno dei primi programmi di videoscrittura commerciali. Prodotto nel 1978 dalla MicroPro International Corporation, fu inizialmente scritto per i sistemi operativi CP/M e successivamente reso disponibile in ambiente MS-DOS nel 1982. Raggiunse un alto grado di diffusione nella prima metà degli anni ottanta, diventando uno dei più diffusi di videoscrittura dell'epoca.

## Descrizione e storia
WordStar è un programma di elaborazione testi basato su stringhe di testo, lavora cioè solo con file di tipo testuale e comandi di formattazione testuali (come i "comandi dot"). Essendo originariamente progettato per funzionare con dispositivi di visualizzazione di caratteri non grafici, dotati di un unico carattere tipografico, le funzioni su cui si concentrava il programma era il testo, visualizzato direttamente sullo schermo e senza formattazione WYSIWYG.
Solo con WordStar 5, alla fine degli anni '80, è stata introdotta una modalità di anteprima di stampa che permette all'utente di prendere visione del testo in modalità WYSIWYG, completo di grafici, creando un'anteprima relativamente fedele della pagina stampata. In seguito sono stati creati degli emulatori per Wordstar proprio per garantirne la compatibilità con i successivi sistemi operativi.
Negli stessi anni dell'offerta sul mercato di Wordstar 5, la Micropro International Corporation ha messo in commercio una versione parallela denominata Wordstar 2000 (in varie versioni fino alla 3.0), che a differenza di Wordstar 5 (e predecessori) non richiedeva l'inserimento di codici di controllo (Ctrl + xx o Alt + xx eccetera) per attivare le varie funzioni di formattazione (grassetto, maiuscolo, centrato, sottolineato, ecc.); per tali funzioni era previsto l'uso di tasti funzione specifici (F2, F3, F4, ecc.), alcuni programmabili dall'utente.
Nonostante la grande popolarità nei primi anni 80, la scarsa usabilità rispetto ai concorrenti e la difficoltà di aggiungere nuove funzionalità permisero a WordPerfect (e successivamente a Microsoft Word) di prendere il posto di WordStar come programma di videoscrittura più usato dopo il 1985.

## Caratteristiche
Tra le caratteristiche tipiche di WordStar ci sono le combinazioni di tasti che servivano per compiere le varie operazioni sul testo, come ad esempio Ctrl+K C, ovvero premere il tasto ctrl insieme al tasto K, rilasciarli e poi schiacciare il tasto C, per fare una copia del testo selezionato.
Combinazioni più usate:
- Ctrl+K B    per marcare l'inizio del testo da selezionare
- Ctrl+K K    per marcare la fine del testo da selezionare
- Ctrl+K C    per copiare il testo selezionato
- Ctrl+K M    per spostare il testo selezionato
- Ctrl+Y      per eliminare la riga di testo corrente
- Ctrl+T      per eliminare la parola a destra del cursore
- Ctrl+K X    per uscire e salvare il documento

Queste stesse combinazioni di tasti sono usate in alcuni programmi quali Joe's Own Editor e alcuni ambienti di sviluppo della Borland (per esempio Delphi).